# Султонов, Мирзохасан Баротович
Мирзохасан Баротович Султонов (тадж. Мирзоҳасан Баротович Султонов или Мирзо Ҳасани Султон; род. 9 июня 1966 года в дер. Вешаб, Айнинского района Таджикской ССР) — таджикистанский филолог и поэт, доктор филологических наук, член-корреспондент Академии наук Республики Таджикистан, академик РАЕ, член Союза писателей Таджикистана.

## Биография
В 1983 году окончил среднюю школу и поступил на арабское отделение факультета восточных языков Таджикского государственного университета.
В 1985—1987 годах служил в рядах Советской Армии на Украине.
В 1987 году продолжил учёбу, и в 1990 году сразу после окончания университета был приглашен на работу в Комитет по терминологии при Академии наук Республики Таджикистан.
В апреле 1999 года защитил кандидатскую диссертацию на тему «Научная терминология „Китаб-ат-тафхим“ Абурайхана Бируни».
В октябре 2008 года защитил докторскую диссертацию на тему «Становление и развитие персидско-таджикской научной терминологии (на материале научного наследия IХ-ХI вв.)».
В 2018 году награждён государственной наградой — медалью «Хизмати шоиста».

## Научная и творческая деятельность
Известный таджикский академик Мухаммаджан Шакури Бухорои в одном из своих интервью охарактеризовал его, как «очень хорошего языковеда, литературоведа и замечательного поэта» («Судьба осветила мне дорогу в науке» // журнал «Утро», выпуск 2, январь 2007 г. — С.31), а в другой статье особо отметил его заслуги и научные изыскания, его плодотворную деятельность в деле формирования научных принципов таджикской терминографии («Лексикография в Таджикистане и некоторые её проблемы» // Фаслнаме (Вестник) Академии персидского языка и литературы ИРИ, № 1, весна 1377/1998 г. — С. 73).
Мирзохасан Султонов является автором свыше 200 научных работ и статей, опубликованных как в Таджикистане, так и за рубежом (в Российской Федерации, Германии, Франции, Испании, Иране, Польше, Маврикии и других странах), в том числе:
- Научная терминология «Китаб-ат-тафхим» Абурайхана Бируни" (на тадж. яз.) (Душанбе, «Дониш», 2003).
- Проблемы научного языка (на перс. яз.) («Пайванд», 1385=2006).
- «Шумарнама» Мухаммеда Айюба Табари (Душанбе, «Дониш», 2006).
- Становление и развитие персидско-таджикской научной терминологии (на рус. яз. и тадж. яз.) (Душанбе, «Дониш», 2008).
- Язык науки и терминология (Душанбе, «Ирфон», 2011).
- Сборник стихов Ходжа Насриддина Туси (Душанбе, «Ирфон», 2011).
- Проблемы языка науки терминология (Душанбе, «Дониш», 2015).
- Становление и развитие персидско-таджикской научной терминологии, (Palmarium Academic Publishing (Саарбрюккен) — 2015. −452 c. ISBN 978-3-659-60230-6.
- Язык науки и терминология (Palmarium Academic Publishing (Бо-Вассен) — 2017. — 280 с. ISBN 978-620-2-38070-6.
- Динамичный и устойчивый язык (Душанбе, «Дониш», 2018).
- Древнейшая персидско-таджикская грамматика в Китае (Душанбе, «Бухоро», 2018).

Является одним из авторов и главных редакторов 2-томного Толкового словаря таджикского языка (2008, 2010, 2011), соавтором и редактором более 30 словарей и сборников, таких как: «Процессуальные акты предварительного расследования» (1994), «Краткий одонтологический словарь» (1996), «Краткий русско-таджикско-английский стоматологический словарь» (1997), «Словарь экономических терминов» (1999), «Краткий русско-таджикский экономический словарь» (1999), «Современные международные банковские термины» (1999), «Руководство по делопроизводству» (2000), «Словарь оториноларингических терминов» (2002), «Словарь военных терминов» (2003), «Налоговый словарь» (2003), «Словник для железнодорожников» (2004), «Документы по делопроизводству и профессиональный словарь» (2004), «Словарь терминов по ирригации» (2006), «Финансово-банковский словарь» (2008) и т. д.
Он также опубликовал на таджикском языке такие научно-популярные труды, как «Краткое жизнеописание Шамси Табрези» и «Книга жизни Исмоила Сомони», которые пользуются большой популярностью среди читателей и были переизданы несколько раз.
Также издано 6 его поэтических сборников: «Чаша тюльпана» (2002), «Утренняя заря» (2004), «Джоконда» (2005), «Зов любви» (2011) (на арабской графике), «Твой день рождения» (2014), «Соломоново кольцо» (2014).